# Los segundos hijos
«Los segundos hijos» es el octavo episodio de la tercera temporada de Juego de Tronos, serie televisiva de fantasía de HBO. El episodio fue escrito por los productores ejecutivos David Benioff y D. B. Weiss, y dirigido por Michelle MacLaren. Fue estrenado el 19 de mayo de 2013.
El episodio está centrado en la boda de Tyrion Lannister y Sansa Stark en Desembarco del Rey, Gendry llega a Rocadragón y Daenerys se reúne con la compañía de mercenarios de los Segundos Hijos antes los muros de Yunkai.

## Argumento

### En Desembarco del Rey
A pocas horas de su boda, Tyrion Lannister (Peter Dinklage) visita a Sansa Stark (Sophie Turner) para aliviar su aprensión sobre el hecho de ser su esposa. En el Gran Septo de Baelor, la Reina Cersei Lannister (Lena Headey) amenaza a Margaery Tyrell (Natalie Dormer) con la historia de Casa Reyne, antiguos abanderados de los Lannister que su padre Tywin (Charles Dance) exterminó cuando se rebelaron contra su señor feudal. Después de llegar al Septo, Sansa es escoltada al altar por el Rey Joffrey Baratheon (Jack Gleeson). En un esfuerzo para avergonzar a Tyrion, Joffrey le quita el taburete que iba a utilizar para colocarle la capa con los colores de los Lannister a Sansa. Después de soportar las risitas y burlas de la multitud, Tyrion consigue que Sansa se agache y logra cubrirla, finalmente son casados.
En su fiesta de boda, Tyrion se emborracha, irritando a Sansa y Tywin, quién aconseja a su hijo que pare de beber y empiece a tratar de concebir un niño con su nueva esposa. Joffrey, después de amenazar discretamente con violar a Sansa, exige que comience la tradicional ceremonia de encamamiento, pero su plan es frustrado cuando Tyrion amenaza con castrar a un indignado Joffrey. Tywin apacigua la situación, y Tyrion se salva de un castigo grave, utilizando su estado de ebriedad como una excusa. Tyrion abandona la fiesta con Sansa, y aunque Tywin ha ordenado Tyrion consumar su matrimonio, le dice a Sansa que no compartirá su cama hasta que ella quiera. Sansa le pregunta a Tyrion que pasará si eso nunca sucede, y Tyrion bromea diciendo que está resignado a nunca tener sexo otra vez.

### En Rocadragón
Melisandre (Carice van Houten) regresa a Rocadragón con Gendry (Joe Dempsie). Ella lo lleva a que lo vea el Rey Stannis Baratheon (Stephen Dillane), quién reconoce a Gendry como uno de los bastardos de Robert. Cuándo Gendry está en su habitación, Stannis y Melisandre discuten qué pretenden hacer con él.
En los calabozos, Davos Seaworth (Liam Cunningham) continúa aprendiendo a leer. Stannis le visita para conversar sobre los planes de Melisandre de sacrificar a Gendry. Davos rechaza el plan, sugiriendo que Gendry es sobrino de Stannis, pero Stannis insiste en que ya está decidido. Luego hace que Davos jure que nunca intentará matar a Melisandre, y lo libera.
Más tarde, Melisandre visita a Gendry, y después de una corta conversación, ella le quita la ropa a él y empiezan a tener sexo. Melisandre, quién tiene anteriormente había declarado que hay "poder" en la sangre real de Gendry, ata a Gendry de manos y piernas y pone tres sanguijuelas encima para extraer su sangre. Después, Stannis llega y por medio de un ritual quema las sanguijuelas, nombrando a los usurpadores de su trono: Robb Stark, Balon Greyjoy, y Joffrey Baratheon.

### En las Tierras de los Ríos
Arya (Maisie Williams) intenta matar a Sandor "El Perro" Clegane (Rory McCann) mientras  está durmiendo, pero él le revela que está despierto, y frustra su intento. Ellos salen de su campamento y se dirigen hacia los Gemelos, donde Clegane pretende pedir rescate por Arya a su hermano Robb.

### En Yunkai
Ser Jorah Mormont (Iain Glen) le dice a Daenerys Targaryen (Emilia Clarke) que los Yunkai han contratado a un grupo de mercenarios llamados los Segundos Hijos, el cual está liderado por un hombre llamado Mero (Mark Killeen). Daenerys pronto se reúne con Mero, su cocapitán Prendahl na Ghezn (Ramon Tikaram) y su lugarteniente Daario Naharis (Ed Skrein). Ella intenta sobornar a Mero para que incumpla su contrato con Yunkai y luchen para ella, le da dos días para que tome una decisión. En el campamento de los Segundos Hijos, los tres líderes planean matar a Daenerys esa noche, con uno de ellos entrando furtivamente a su campamento. Luego de un sorteo, Daario es seleccionado para llevar a cabo el plan.
Al caer la noche, Daario se introduce en el campamento de Daenerys, disfrazado como un soldado Inmaculado. Entra a su tienda y le muestra a Missandei (Nathalie Emmanuel) y a ella las cabezas de Mero y Prendahl, admitiendo que está enamorado de Daenerys y mató a su superiores después de discrepar en el plan de matarla. Entonces se arrodilla y le promete los Segundos Hijos, así como él mismo, a su causa.

### Más allá del Muro
Samwell Tarly (John Bradley) y Gilly (Hannah Murray) continúan su viaje hacia el Muro. Paran en una cabaña abandonada por la noche y discuten acerca de un nombre para su hijo. Cuando oyen a una bandada de cuervos graznando cerca, Sam sale de la cabaña para investigar. En seguida,  es atacado por un Caminante Blanco, el cual destroza la espada de Sam con un solo toque y lo lanza a lo lejos. El Caminante se dirige hacia Gilly, con la intención de llevarse a su hijo, pero Sam lo apuñala con su daga de vidriagón, causando que se desintegre. Sam y Gilly entonces huyen hacia la noche.

## Producción

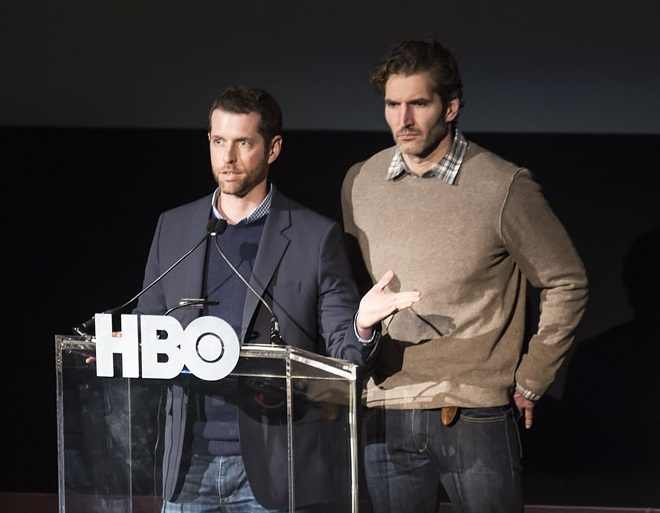
D.B. Weiss (izquierda) y David Benioff (derecha)

### Guion
"Los Segundos Hijos" fueron escrito por los creadores de la serie y productores ejecutivos David Benioff y D. B. Weiss, basado en el material de la novela Una Tormenta de Espadas  de Tormenta de espadasGeorge R. R. Martin. El episodio está basado en los capítulos 19, 29, 37, 43, 47 y 48 (Samwell I, Sansa III, Davos IV, Daenerys IV, Samwell III y Arya IX) del libro.

### Reparto
El episodio introdujo a los capitanes mercenarios al servicio de Yunkai: Mark Killeen fue elegido para el papel de Mero (conocido como el bastardo del Titán), Ed Skrein con el personaje periódico de Daario Naharis, y Ramon Tikaram la parte de Prendahl na Ghezn. Tikaram es descrito erróneamente como "Ramon Tikrum" en los créditos del final.

### Locaciones
La mayoría de las escenas del episodio fueron filmadas en los estudios de Belfast de La Sala de Pintura, incluyendo la boda de Tyrion y Sansa que fue filmado en el escenario gigante y semicircular del Gran Septo de Baelor a mediados de septiembre de 2012. Para esta escena, centenares de extras fueron reclutados.

## Recepción
El episodio obtuvo 5.1 millones de espectadores, un aumento de 2.6 comparado con la semana anterior, con una población de 18-49 años.

### Crítica
Escribiendo para IGN, Mate Fowler valoró el episodio un 9.0/10, y escribió "Esta semana el bien-elaborado y maravillosamente actuado Juego de Tronos nos dio una boda fría, un baño caliente y una sed de sangre." Él alabó espacialmente las escenas entre Sansa y Tyrion y entre Ser Davos y Stannis. David Sims y Todd VanDerWerff, ambos escribieron para El  Club A.V., dieron al episodio calificación "B". Sims estuvo frustrado por el episodio disperso, pero alabó el final, con Sam matando al Caminante Blanco, como "el momento más crucial, fascinante y eléctrico de la noche". VanDerWerff alabó el uso del nudismo en el episodio, escribiendo "...Actualmente pienso que Juego de Tronos ha conseguido bastante un poco mejor el utilizar nudismo y sexo en el medio de todo más como método de contar su historia. Ha logrado una manera bastante lejos de los días del 'sexposition' de la temporada uno, cuándo muchas veces parecía como que la serie lanzara algunos pechos al fondo de una escena por si acaso nos aburríamos de escuchar a alguien hablar extensamente."

### Premios
Debido a su nominación, Peter Dinklage entregó este episodio para la consideración para el Premio Emmy del Horario de máxima audiencia para Actor de Reparto Excepcional en una Serie Dramática para los 65.º Horario de máxima audiencia Premios Emmy.